# Cirolana furcata
Cirolana furcata är en kräftdjursart som beskrevs av Bruce 1981. Cirolana furcata ingår i släktet Cirolana och familjen Cirolanidae. Inga underarter finns listade i Catalogue of Life.